# الكلية الأمريكية لأطباء الصدر
الكلية الأمريكية لأطباء الصدر (بالإنجليزية: American College of Chest Physicians)‏ ومختصرها (CHEST) هي جمعية طبية مقرها في الولايات المتحدة تضم الأطباء والمختصين الطبيين الآخرين المهتمين بطب الصدر وطب الحالات الحرجة وطب النوم.

## روابط خارجية
- الموقع الرسمي

‌